# Союз взаимопомощи русских писателей
«Союз взаимопомощи русских писателей при русском литературном обществе» существовал в Российской империи с начала 1897 года. Его целью было объединение русских писателей на почве их профессиональных интересов, понимаемых в самом широком смысле. Имел широкую программу деятельности, представлял многочисленные и разнообразные интересы деятелей печати, которым оказывал также существенную поддержку. Выпускал «Ежегодник Союза русских писателей».

## Цели и права
Имел следующие цели:
- объединение русских писателей на почве их профессиональных интересов, для поддержания постоянного общения и сохранения добрых нравов среди деятелей печати;
- посредничество между авторами, сотрудниками периодических изданий и переводчиками с одной стороны, издателями и редакторами с другой;
- посредничество и рассмотрение личных споров, возникающих в печати между членами Союза, а также между ними и сторонними лицами;
- представительство на русских и иностранных съездах писателей;
- ходатайство перед правительственными и общественными учреждениями по предметам, касающимся литературной профессии и её отдельных представителей;
- материальная помощь членам.

В этих видах Союз имел право:
- устраивать собрания для обсуждения докладов и соображений по предметам профессионального интереса;
- устраивать бюро справок по предмету спроса и предложения литературного труда;
- устраивать кассы пенсионные, страховые, взаимопомощи, санатории, потребительные товарищества;
- принимать поручения от членов общества и органов печати для ходатайства в правительственных и общественных учреждениях;
- иметь суд чести;
- выпускать в свет печатные издания — сборники и периодические;
- созывать съезды деятелей печати;
- устраивать литературные вечера, концерты и чтения.

## Руководящий комитет
Заведование делами Союза возлагалось на комитет из 12 членов с 4 кандидатами к ним. В первые четыре года существования в нём участвовали:
- председатели Комитета Союза — П. Н. Исаков и П. И. Вейнберг;
- товарищи председателя — Н. К. Михайловский и Н. И. Кареев;
- секретари: Л. E. Оболенский, С. А. Венгеров, В. А. Мякотин и К. С. Баранцевич;
- казначеи: Л. Ф. Пантелеев, Н. Ф. Анненский, князь Э. Э. Ухтомский и П. Н. Милюков;
- другие члены комитета: П. Д. Боборыкин, М. А. Загуляев, Д. Н. Мамин, В. И. Семевский, А. М. Скабичевский, И. Н. Потапенко, К. М. Станюкович, Н. А. Котляревский).

## Учреждения при Союзе

### Суд чести и бюро справок
Кроме комитета и общих собраний, при Союзе существовал суд чести (членами его были: К. К. Арсеньев, А. Н. Бекетов, Н. Н. Бекетов, В. Г. Короленко, В. А. Манассеин, Г. Н. Потанин, Вл. С. Соловьёв, В. Д. Спасович, П. П. Фан-дер-Флит, А. С. Фаминцын, И. В. Мушкетов, Л. Ф. Пантелеев, Н. Ф. Анненский, Н. И. Кареев) и бюро справок; последнее имело целью сосредоточить в себе спрос и предложение литературного труда, но оно не оправдало возлагавшихся на него надежд, так как при обильном предложении литературного труда спрос на него почти отсутствовал.

### Юридическая комиссия
Сверх того, при Союзе была учреждена особая юридическая комиссия. Кроме членов комитета участие в её работах приняли: Я. В. Абрамов, К. К. Арсеньев (1-й председатель), В. А. Бильбасов, Г. К. Градовский, В. Ф. Дерюжинский, В. Г. Короленко (2-й председатель), С. Н. Кривенко, О. К. Нотович, Р. Р. Минцлов (секретарь), М. И. Свешников, В. Д. Спасович, Н. С. Таганцев и С. Н. Южаков). Задачей комиссии была последовательная разработка вопросов литературного права, изучения условий положения периодической печати, отношений между авторами, издателями, редакторами и т. д. Комиссия выработала обширный доклад о правовом положении печати, напечатанный в «Ежегоднике Союза русских писателей» (СПб., 1900), но была закрыта, по предложению министерства внутренних дел, как не предусмотренная уставом Союща.
Из представленных Союзу в подлежащие учреждения ходатайств ЭСБЕ отмечает:
- ходатайство об отмене циркуляра главного управления по делам печати 1895 г. о порядке исчисления размера печатного листа;
- двукратное ходатайство Союза о созыве съезда русских писателей не было удовлетворено, на что последовала жалоба правительствующему сенату.

### Другие
Разрабатывался вопрос об устройстве при Союзе ссудосберегательной кассы русских писателей. Также устраивались членские собрания, на которых происходили чтения по разным вопросам литературы и исполнялись музыкальные произведения.

## Статистика
Число членов Союза было более пятисот; доход за 1899 г. — 11 960 руб., расход 11 870 руб.; капитал к 1 января 1900 г. составлял 5089 руб.